# Ein Mörder nach Maß
Ein Mörder nach Maß (engl. Titel: Murder on a Sunday Morning) ist ein oscarprämierter Dokumentarfilm von 2003, der einen Mordfall aus dem Jahre 2000 in Jacksonville, Florida nachzeichnet, bei dem ein schwarzer Jugendlicher beschuldigt wird, eine weiße Touristin erschossen zu haben. Der Film zeigt vor allem die Gerichtsverhandlung und stellt dabei die Arbeit der Pflichtverteidiger in den Mittelpunkt.

## Der Fall
Am Morgen des 7. Mai 2000 wird in Jacksonville Florida ein älteres Ehepaar aus Georgia vor dem Ramada Inn Hotel von einem jungen Schwarzen überfallen. Der Täter raubt die Handtasche der Ehefrau. Dabei fällt ein Schuss, der die Frau in den Kopf trifft und sofort tötet. Der Ehemann des Opfers beschreibt unmittelbar nach der Tat den Täter als männlichen Afroamerikaner, groß, schlank, Mitte 20, mit schwarzen Shorts, einem unifarbenen T-Shirt und einer Baseballmütze. Aufgrund der Beschreibung gibt die Polizei eine Fahndung heraus.
Ungefähr 2 ½ Stunden nach der Tat kommt der 15-jährige Afroamerikaner Brenton Butler, der einige Blocks weiter bei seiner Familie wohnt, in der Nähe des Tatortes vorbei, weil er zu einem Vorstellungsgespräch in einem örtlichen Videogeschäft will. Er wird von einer zufällig vorbeikommenden Polizeistreife angehalten und nach der Tat befragt. Er steigt daraufhin freiwillig in das Fahrzeug, um sich von einem der Kriminalbeamten befragen zu lassen, die noch am Tatort sind. Dort wird der ebenfalls noch anwesende Ehemann des Opfers gefragt, ob dies der Täter sei. Obwohl Brentons Aussehen von seiner ersten Beschreibung stark abweicht, er ist deutlich jünger und kleiner und trägt ein blaues „Nautica“-T-Shirt sowie eine Brille, behauptet der Mann, der Junge auf dem Rücksitz des Polizeifahrzeuges sei einwandfrei der Mörder seiner Frau.
Auf der Polizeistation beteuert der Junge in den Verhören immer wieder seine Unschuld. Die Ermittler fahren mit ihm zu einem nahen Waldgebiet. Einer der Beamten geht mit dem, mit Handschellen gefesselten Brenton Butler allein tief in den Wald in der Nähe des Tatortes, angeblich um die dort vermutete Tatwaffe und die Handtasche des Opfers zu suchen. Obwohl es dort ziemlich dunkel ist, hat er jedoch keine Taschenlampe dabei. Nach Angaben des Jungen schlägt er ihn dort mit Boxhieben in den Bauch und ins Gesicht. Fotos von Schwellungen im Gesicht untermauern diese Behauptung. Später auf der Polizeistation unterschreibt der Jugendliche ein Tatgeständnis, das von einem Ermittler formuliert und niedergeschrieben wurde. Am nächsten Tag widerruft er sein Geständnis. Seine Familie beschwört, dass er zur Tatzeit noch zu Hause gewesen sei. Die Staatsanwaltschaft erhebt dennoch Anklage.

## Das Verfahren
Der Film beginnt, als das Büro der öffentlichen Pflichtverteidiger von Jacksonville mit der Verteidigung des Jugendlichen beauftragt wird. Pat McGuinness, ein kettenrauchender irischstämmiger Anwalt, und seine burschikose Kollegin Ann Finnell, sind erfahrene Strafverteidiger. Sie nehmen sich der Sache an und beginnen akribisch die Hintergründe zu ermitteln. Der Fall wird vor dem Strafgericht verhandelt. Die Staatsanwältin erklärt den Geschworenen in ihrer Eröffnungsrede, sie habe unumstößliche Beweise, die die Schuld des Angeklagten zweifelsfrei belegen: die Aussage des Ehemannes des Opfers und ein unterschriebenes Geständnis des Angeklagten.
Anwältin Finnell erklärt, die Verteidigung werde beweisen, dass der Angeklagte das Verbrechen nicht begangen habe und auch gar nicht hätte begehen können. Statt seinen eindringlichen Beteuerungen Glauben zu schenken, hätten sie den Jungen massiv bedroht und schließlich sogar geschlagen, um ein Geständnis aus ihm heraus zu pressen.
Gleich zu Beginn der Zeugenvernehmungen identifiziert der Ehemann des Opfers im Gerichtssaal dann tatsächlich noch einmal den Angeklagten als Täter. Er scheint ganz sicher zu sein. Es gelingt Ann Finnell im Kreuzverhör aber, seine Aussage zu erschüttern. Der Mann gibt zu, dass er den Täter maximal fünf Sekunden gesehen hat. Von einem T-Shirt mit einem Firmenlogo der Firma „Nautica“, dass Brenton gehört, behauptet der Zeuge zunächst, der Täter habe es getragen. Dann schwenkt er um und sagt, dass der Junge es bei der Identifizierung getragen hatte. So kann die Anwältin Finnell zeigen, dass er geneigt ist, das auszusagen, was man von ihm hören will. Daran, dass er einem Polizeibeamten am Tatort zunächst eine Täterbeschreibung gegeben hat, die auf den Angeklagten nicht zutrifft, will er sich nicht mehr erinnern können.
Im weiteren Verlauf der Verhandlung verdeutlichen die Verteidiger die Versäumnisse der ermittelnden Polizisten. Sie haben nicht nachgeforscht, woher der Junge die Tatwaffe sowie die entsprechende Munition gehabt haben soll, noch, was nach der Tat mit der Waffe geschehen sei. Was er mit dem erbeuteten Geld gemacht haben soll, klären die Beamten ebenso wenig wie das Fehlen blutiger Kleidung. Es wurden auch keine größeren Anstrengungen unternommen, die geraubte Tasche des Opfers wiederzufinden, die erst am nächsten Tag von einem Mann zufällig in einer Mülltonne, neun Meilen vom Tatort entfernt gefunden wird. Wie der Junge sie zu Fuß dort hingeschafft haben soll, wird nicht erklärt. Obwohl sie, wie sich viel später herausstellt, eindeutige Spuren liefert, wird sie nicht näher untersucht. Es wird versäumt an der Mülltonne Fingerabdrücke zu nehmen. Ein Test auf Schmauchspuren hätte sofort geklärt, ob Brenton vor Kurzem eine Schusswaffe abgefeuert hat, auch dies wurde unterlassen. Es wurde weder das Haus des Angeklagten durchsucht noch wurde versucht, weitere Zeugen zu finden, die ihn auf dem Weg vom bzw. zum Tatort gesehen haben könnten. Auch stellt sich heraus, dass weder die Eltern des Minderjährigen rechtzeitig informiert wurden, noch dass ihm ein Anwalt zur Seite gestellt wurde. Der leitende Detektiv wird von Verteidiger Pat McGuiness im Zeugenstand mit den Fakten konfrontiert schließlich so in die Enge getrieben, dass er zugeben muss, dass die Polizei nicht gründlich und verantwortungsbewusst ermittelt hat.
Man gewinnt mehr und mehr den Eindruck, dass die Beamten sich bei ihrer Ermittlungsarbeit keine Mühe gemacht haben, den ersten Anschein kritisch zu hinterfragen und auch in andere Richtungen weiter zu ermitteln. Stattdessen haben sie sich offensichtlich schnell damit zufriedengegeben, einen Tatverdächtigen zu haben, und sich nur darauf konzentriert, ihm die Tat anzulasten. Der Verteidiger nimmt den Vernehmer, der das Geständnis aufgenommen hat, ins Kreuzverhör. Zunächst tritt der Mann arrogant und überheblich auf. Doch Pat McGuinness zeigt auf, wie der Beamte die Aussage des Jungen manipuliert hat. Er hatte seine Dienstwaffe vor dem Jungen auf den Tisch gelegt, das gesamte Geständnis Wort für Wort vorformuliert und selber handschriftlich niedergeschrieben. Der Anwalt hält dem Ermittler Formulierungen vor, die offensichtlich nicht von einem 15-jährigen Jugendlichen stammen. Der Mann behauptet, dass der Junge eben sinngemäß gesagt habe, was da steht. McGuinness hakt hartnäckig nach und fragt, warum er das dann nicht auch so hingeschrieben habe, wie es der Junge gesagt habe. „Ihnen haben Ihre eigenen Worte einfach besser gefallen, stimmt’s?“ Mehr und mehr gerät der Vernehmer in die Defensive. Sein Kollege, der im Überwachungsraum die Befragung beobachtet hat, kann sich an keine der im Protokoll niedergeschriebenen angeblichen Aussagen des Beschuldigten erinnern. Der Vernehmer räumt am Ende ein, das er keine Aussage des Protokolls auf ihren Wahrheitsgehalt überprüft hat. Kleinlaut muss der Mann zugeben, dass der Junge keinen dieser Sätze selbst gesagt hat. McGuinness hat die Glaubwürdigkeit des sogenannten Geständnisses somit massiv erschüttert.
Der Beamte, der mit Brenton in den Wald gegangen ist, um angeblich nach der Tatwaffe zu suchen, ist der Sohn des Sheriffs von Jacksonville und gilt als Experte darin, Beschuldigte zu Geständnissen zu bewegen. Er wird mit dem Vorwurf konfrontiert, Brenton dort geschlagen zu haben. Zeugen belegen die Verletzungen, die der Junge nach dem Besuch im Wald hatte. Zwar bestreitet der Polizist alles, aber Pat McGuiness gelingt es, seine Glaubwürdigkeit in Zweifel zu ziehen. Er habe doch schon für das College nur ein Stipendium bekommen, weil er ein guter Boxer gewesen sei. Er provoziert ihn mit der Frage, ob eigentlich seine einzige Qualifikation, als Vernehmer bei der Mordkommission zu arbeiten, darin bestehe, gut zuschlagen zu können. Auch der empörte Einspruch der Staatsanwältin kann diesen Eindruck nicht mehr aus der Welt schaffen.
Die tief religiöse Familie des Angeklagten ist fest von seiner Unschuld überzeugt und verliert während des Prozesses nie ihren unerschütterlichen Glauben an die Gerechtigkeit. Bei Besuchen im Untersuchungsgefängnis beten sie gemeinsam mit ihrem Sohn. Auch die gesamte Kirchengemeinde steht hinter ihm und hält Gottesdienste für Brenton ab. In einer bewegenden Aussage setzt sich die Mutter für ihren Sohn ein. Einigen Menschen im Gerichtssaal kommen die Tränen, darunter erstmals auch dem jungen Angeklagten, der bis dahin alles stoisch über sich hatte ergehen lassen. Als die Staatsanwältin die Aussage der weinenden Mutter rüde unterbricht und Einspruch erhebt, weil diese Aussagen doch zu nichts führten, schlägt die Stimmung im Gerichtssaal endgültig gegen die Anklage um. Als die Staatsanwältin Mrs. Butler befragt, will sie zu der Aussage drängen, sie habe ihren Sohn am Tatmorgen bei der Waschmaschine gesehen, um den Geschworenen unterschwellig eine Erklärung für fehlende blutige Kleidung zu liefern.
Am Tag vor der Urteilsverkündung gesteht Pat McGuiness den Filmemachern, dass ihn dieser Fall ganz persönlich belaste. Er glaube fest an die Unschuld des Jungen, bei dem es morgen um Freiheit oder ein ganzes Leben im Gefängnis gehe. Er hoffe, dass er alles getan habe, um den Fall für ihn zu gewinnen. Ein Schuldspruch würde ihn ganz besonders hart treffen.
In ihrem Plädoyer beharrt die Staatsanwältin weiter auf der Schuld des Angeklagten. Allein die Aussage des einzigen Augenzeugen beweise jenseits begründeter Zweifel, dass Brenton Butler des Mordes schuldig sei. Die Behauptung, die Polizisten hätten den Angeklagten geschlagen, um ein Geständnis zu erlangen, sei empörend.
In seinem eindringlichen Schlusswort führt Pat McGuiness noch einmal alle fragwürdigen Aspekte des Falles auf. Er fragt die Geschworenen, ob sie mit der Arbeit der Ermittler in diesem Falle zufrieden sein könnten. Dort draußen laufe noch immer ein gefährlicher Mann zwischen 20 und 25 Jahren herum, schlank, ca. 180 cm groß, und er trage eine Waffe. Es bestehe die große Gefahr, dass er noch einmal Menschen schädigen könnte, und das alles nur, weil die Polizei ihre Arbeit nicht so erledigt hat, wie sie hätte erledigt werden müssen. Er appelliert an sie, der Familie Butler ein freudiges Thanksgiving-Fest zu bereiten und ihr ihren Sohn zurückzugeben, der ganz offensichtlich ein Opfer von Polizeiwillkür sei. Danach ziehen sich die Geschworenen zur Beratung zurück.
Gerade als Pat McGuiness sich auf dem Parkplatz vor dem Gericht eine Zigarette angesteckt hat, bekommt er einen Anruf. Nach nur 45 Minuten sind die Geschworenen zurück und haben ein Urteil gefällt. Sie erklären den Angeklagten in allen Anklagepunkten für nicht schuldig. Brenton nimmt das freudig, aber doch relativ gelassen hin. Die Familie ist dagegen außer sich vor Freude. Der Vater ballt triumphierend die Fäuste, die Mutter wird von Freudentränen geschüttelt. Anscheinend selber erleichtert, entlässt der Richter den Jungen aus der Haft und dankt den Geschworenen für ihren Dienst an der Gesellschaft. Überglücklich schließt der Junge seine Familie in die Arme.

## Nach dem Urteil
Vier Monate nach Brenton Butlers Freispruch erhält Pflichtverteidiger Pat McGuinness von einem anderen Klienten einen Tipp. Ein junger Mann, der genau auf die erste Beschreibung von Mr. Stevens passt, wird überführt und vor Gericht gestellt. Seine Fingerabdrücke werden auf der aufgefundenen Handtasche der ermordeten Frau gefunden. Die Verteidigerin von Brenton Butler berichtet, dass er gestanden habe, das Ehepaar überfallen und die Frau erschossen zu haben. Später wird er zu einer Haftstrafe von zweimal lebenslang ohne Aussicht auf Bewährung verurteilt werden.
Im Nachspann wird berichtet, dass sich das Sheriffsbüro und die Staatsanwaltschaft für die falsche Anschuldigung und sechs Monate zu Unrecht erlittene Untersuchungshaft bei Brenton Butler entschuldigt hätten. Die Ermittler wurden aus der Mordkommission versetzt, aber nicht wegen ihres Fehlverhaltens angeklagt. Sie hätten fahrlässig ermittelt, aber es könne ihnen nicht nachgewiesen werden, in böser Absicht gehandelt zu haben. Brenton Butlers Familie erhielt eine Entschädigung.
Im Jahre 2004 veröffentlichte Brenton Butler ein Buch über seinen Fall.
Die Polizei in Florida geht seit diesem Fall sehr viel kritischer mit Aussagen von Augenzeugen um. Die Verhörmethoden wurden überarbeitet. Beschuldigtenvernehmungen werden nun grundsätzlich auf Video aufgenommen.

## Hintergrund
Der Film zeigt auf, wie ein junger Schwarzer, der vollkommen unschuldig ist und zunächst nur befragt werden soll, ob er etwas beobachtet hat, ganz schnell allein wegen seiner Hautfarbe als Verdächtiger behandelt und nach einem erzwungenen Geständnis angeklagt wird.
Er macht deutlich, wie sehr suggestive Situationen einen Augenzeugen beeinflussen können. Weil er unbewusst annimmt, ein junger Schwarzer auf dem Rücksitz eines Polizeifahrzeuges müsse auch ein Verbrechen begangen haben, noch dazu unter dem Eindruck des Mordes an seiner Frau, den er unmittelbar zuvor aus nächster Nähe miterlebt hat, mag er das Gefühl gehabt haben, die Beamten, die so schnell einen Täter gefasst haben, nun nicht enttäuschen zu dürfen – obwohl der Junge 10 bis 12 Jahre jünger und gut 15 cm kleiner ist als in der ursprünglichen Beschreibung, die der Mann selbst unmittelbar nach der Tat abgegeben hatte. Einmal darauf festgelegt, glaubt der Zeuge aber nun selber ganz fest, den richtigen Täter identifiziert zu haben, und kann sich von seiner eigenen Aussage nicht mehr distanzieren. Eine professionelle Gegenüberstellung mit mehreren ähnlich aussehenden Personen hätte den Angeklagten vermutlich sofort entlastet.
Unter dem erheblichen Druck der Medien, schnell einen Täter präsentieren zu müssen, weil eine weiße Touristin in Florida ermordet wurde, bestimmt allein diese zweifelhafte Aussage des Zeugen das ganze weitere Verfahren. Alles wird nur noch darauf ausgerichtet, die Täterschaft des Jungen zu bestätigen. Die Pflicht, auch nach möglichen entlastenden Gesichtspunkten zu suchen, wird völlig vernachlässigt, Alternativen werden ausgeblendet. Der Verteidigung gelingt es, den Eindruck zu vermitteln, dass Standardverfahren, wie zum Beispiel eine Hausdurchsuchung, Befragung des Umfeldes oder ein Schmauchtest bewusst unterlassen werden, weil sie entlastende Ergebnisse hätten hervorbringen können.
Man erlebt mit, wie ein unschuldiger Jugendlicher aus einer nicht begüterten Familie möglicherweise eine lebenslange Haftstrafe erhalten hätte, wenn in diesem Fall nicht ein besonders engagiertes Team von Pflichtverteidigern tätig geworden wäre. Der Film bricht mit dem Klischee, dass in den USA nur vermögende Bürger angemessen verteidigt werden können, weil sie in der Lage sind, teure Anwälte zu bezahlen.
Der Film ist auch als eine kritische Betrachtung des US-amerikanischen Justizsystems zu werten. In der Folge drehte Jean-Xavier de Lestrade einen weiteren Dokumentarfilm über die Gerichtsbarkeit in den USA, The Staircase: Tod auf der Treppe, in dem das Verfahren gegen den Schriftsteller Michael Iver Peterson begleitet wird, der beschuldigt wird, seine Frau getötet zu haben. Er ist außerdem Produzent der Kriminalreihe „Das Gesetz von Las Vegas“, die, ähnlich aufgebaut, Verhandlungen über Mordfälle aus der Spielermetropole begleitet, vor allem aus der Sicht der Kanzlei für Pflichtverteidigung. In Deutschland wurde die Serie von arte und der ARD ausgestrahlt.
Nachdem sie 2008 aus dem Dienst beim Büro der Pflichtverteidigung ausgeschieden sind, wurden McGuinnes und Finnell Partneranwälte einer Kanzlei in Jacksonville.
Pat McGuinnes zog sich ab 2011 aus gesundheitlichen Gründen weitgehend zurück und übernahm nur noch gelegentlich einige Fälle. Er starb am 22. März 2021 im Alter von 70 Jahren nach einer Stammzellen Behandlung gegen Knochenkrebs.

## Auszeichnungen
Der Film gewann im Jahr 2002 den Oscar als Bester Dokumentarfilm.

## Kritiken
„Dieser französische Dokumentarfilm gehört zu den besten, die ich je gesehen habe. . . . Seine Stärke liegt in dem ruhigen chronologischen Aufbau.“

„Für jeden, der an einem wirklichkeitsgetreuen Blick in das amerikanische Justizsystem interessiert ist - abseits üblicher Hollywood Darstellungen - ist dieser Oscar prämierte Dokumentarfilm eine exzellente Studie über einen Mordprozess vom Beginn bis zum Ende.“

„...zeigt die häßliche Fratze nackter Ungerechtigkeit.“

„Der schnoddrige, kettenrauchende Pflichtverteidiger Pat McGuinness spürt, dass die Anklage zum Himmel stinkt und baut eine Verteidigung für Butler auf, die noch Jahrzehnte als Lehrbuchbeitrag für ausgezeichnete Jurisprudenz gelten dürfte. -- Während der Prozeß selbst ohne Zweifel für immer als ein Beispiel die Gefährlichkeit und Voreingenommenheit von Schnelljustiz stehen wird.“